# Thinophilus campbellensis
Thinophilus campbellensis är en tvåvingeart som först beskrevs av Harrison 1964.  Thinophilus campbellensis ingår i släktet Thinophilus och familjen styltflugor. Inga underarter finns listade i Catalogue of Life.